# Rubén Carbajal
Rubén Carbajal (né le 26 février 1993) est un acteur américain qui est apparu dans un grand nombre de séries télévisées. Son apparition la plus notable était dans la mini-série Le Cartel.

## Filmographie

### Courts-métrages
- 1999 : One Last Run
- 2015 : Last Chance
- 2017 : Graham: A Dog's Story

### Télévision

#### Séries télévisées
- 2003 : Le Cartel : Joey Cadena
- 2005 : The inside - Dans la tête des tueurs : Jeune garçon #2
- 2005 : Zoé : Ami de Dustin #2
- 2016 : Fear the Walking Dead : Antonio Reyes